# Never Say Never (canção de The Fray)
"Never Say Never" ou "Never Say Never (Don't Let Me Go)"  é uma canção da banda americana The Fray que está incluído em seu segundo álbum de estúdio auto-intitulado The Fray. É o segundo single do álbum e fala sobre o amor de duas pessoas que "que se separam mas ficam voltando constantemente."  A canção ficou na posiçao n° 32 na Billboard Hot 100 e na posição n° 51 nas paradas do Canadá.
A canção também faz parte da trilha sonora do filme Transformers: Revenge of the Fallen.

## Lançamento

### Recepção
No geral, as críticas feitas a "Never Say Never" foram variadas. A US Weekly achou a canção muito "rebitada" e complementada para o falsete do vocalista Isaac Slade. Outra menção positiva foi da New Music Reviews: "Quando The Fray lançou este single, você sabia que seria incrivel."  Já a AbsolutePunk descreveu "Never Say Never" como uma "balada xaropada" que "não impressiona em nada".

### Videoclipe

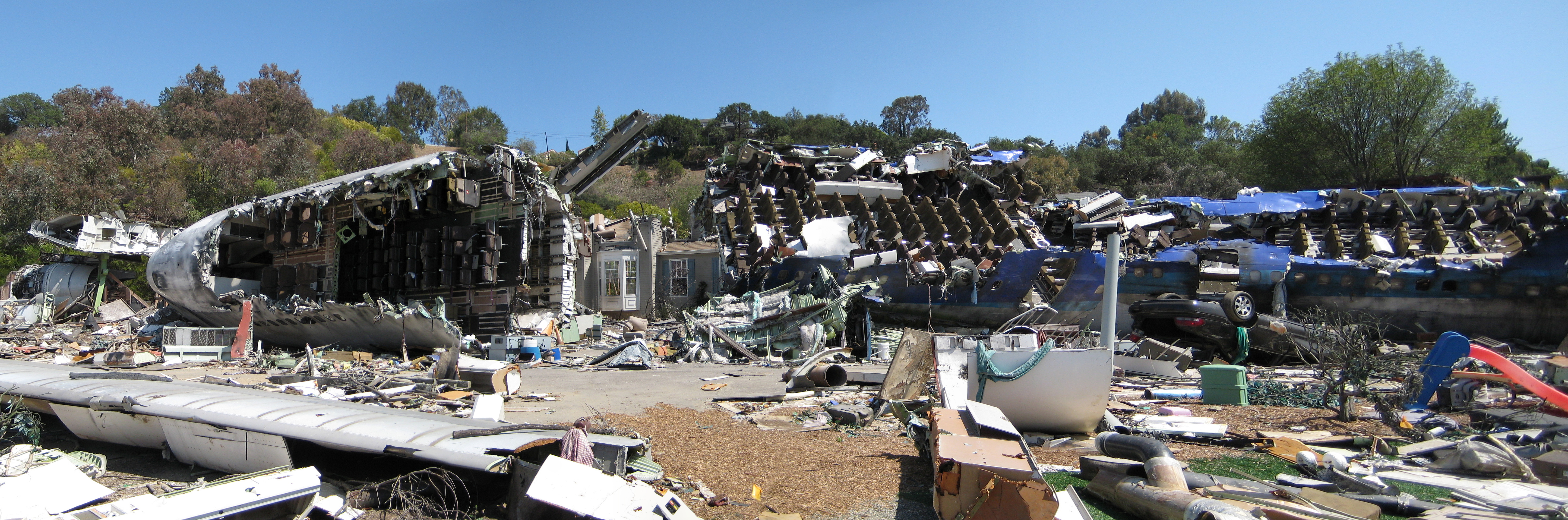
O Boeing 747 destruído usado no video clipe da canção "Never Say Never" do The Fray.

Em 14 de março de 2009 em um episódeo de VH1 Top 20 Video Countdown, The Fray disse em uma entrevista que o video da canção estava dentro do cronograma. O video clipe de Never Say Never foi para na internet em 17 de abril, mas o lançamento oficial do video foi apenas em 24 de abril, pelo Myspace da banda. Em 5 de maio de 2009 foi a vez do clipe estrear na televisão do país inteiro.
O video clipe foi filmado em uma sequência única, mostrando o vocalista e pianista Isaac Slade andando numa rua em meio a uma área suburbana destruída por um ataque ou acidente. Enquanto Isaac anda pela rua, civis em pânico correm para a segurança e oficiais da policia e alguns soldados do exército tentam resgatar pessoas das ruínas. O video termina com Isaac encontra uma mulher (interpretada por Jaime King) que parecia estar procurando por ele. O video termina com os dois e todos as pessoas olhando para a distante Los Angeles antes dela explodir completamente. O video clipe foi filmado com as sobras do set de filmagem do filme de Steven Spielberg, War Of The Worlds nos estúdios da Universal Studios em Hollywood.

### Popularidade nas séries de TV e nos filmes
A canção apareceu diversas vezes em séries de TV americanas como One Tree Hill, The Vampire Diaries, Ghost Whisperer, Grey's Anatomy onde foi tocada no final da temporada de 2009 e Brothers & Sisters, música tema do casal Kitty & Robert. A canção também faz parte da trilha sonora do filme Transformers: Revenge of the Fallen. Ela também apareceu no trailer do filme Brothers e o seriado "Glee" também fez um cover em sua 4º temporada.

## Posição nas paradas
| Chart (2009)                      | Peak position |
| --------------------------------- | ------------- |
| Billboard Hot 100                 | 32            |
| Billboard Hot Adult Top 40 Tracks | 10            |
| Billboard Pop 100                 | 17            |
| Austrália Singles Chart           | 38            |
| Canadá Hot 100                    | 51            |
| UK Singles Chart                  | 87            |